# XM (format pliku)
XM (Extended Module) – rozszerzenie formatu modułu muzycznego MOD. Pojawił się wraz z trackerem FastTracker II. XM stał się szybko jedną z najpopularniejszych odmian MOD-ów na platformie PC, gdyż znosił wiele ograniczeń oryginalnego formatu. Obecnie format ten jest już nierozwijany, zastąpiły go formaty trackerów nowej generacji.

## Innowacje w stosunku do formatu MOD
Format XM wprowadził następujące nowe elementy:
- lista odtwarzania o długości 256 pozycji,
- zastąpienie próbek instrumentami (maksymalnie 127) o następujących właściwościach:
  - próbki dźwiękowe przypisane do konkretnych nut (zwykle do przedziałów nut),
  - obwiednia głośności (z opcją "podtrzymanie" i "pętla"),
  - obwiednia panoramy (z opcją "podtrzymanie" i "pętla"),
  - vibrato (o regulowanych parametrach),
  - wybrzmiewanie,
- próbki dźwiękowe:
  - typ zapętlenia (brak, standardowy, "ping-pong"),
  - pozycja próbki w panoramie,
  - relatywna wysokość dźwięku,
- zmiany w wzorcach (ang. patternach):
  - maksymalna liczba wzorców zwiększona do 255,
  - zmienna długość wzorców (1-256 wierszy).

Ponadto zwiększono liczbę bitów przeznaczonych na niektóre pola, dzięki czemu możliwe stało się m.in. dokładniejsze dostrojenie wysokości dźwięku i zwiększenie maksymalnej długości próbki.